# Sarah Ashton-Cirillo

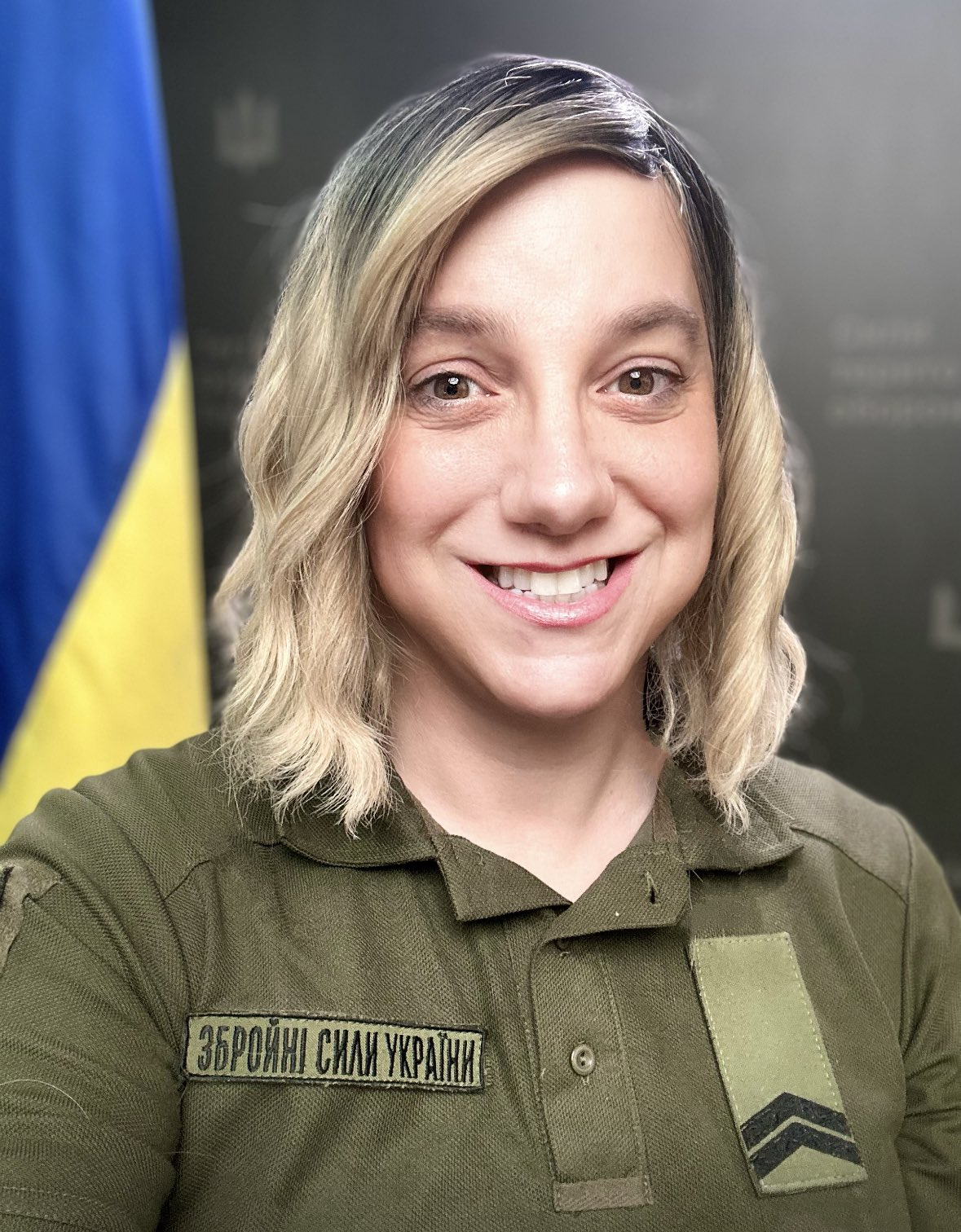
Sarah Ashton-Cirillo (2023)

Sarah Ashton-Cirillo (* 9. Juli 1977 in Florida, Vereinigte Staaten) ist eine US-amerikanische Aktivistin und Journalistin. 2022 begab sie sich während des russischen Überfalls in die Ukraine, wo sie Kriegsberichterstatterin, Unteroffizierin, Einsatzersthelferin und Pressesprecherin der Territorialverteidigung der Ukraine wurde. Laut USA Today ist sie die erste offen transgeschlechtliche Kriegsberichterstatterin der Welt.

## Biografie
Sarah Ashton-Cirillo lebt seit 2004 in Las Vegas. Sie arbeitete als Immobilienanalystin, Kommunikationsdirektorin und Pokerspielerin. Sie hat mit dem Kartenspiel Preisgelder im fünfstelligen Bereich verdient. Später entwickelte sie ein Interesse für Journalismus und Politik.
2015 reiste sie während des Bürgerkriegs in Syrien in syrische Flüchtlingslager in der Türkei, ein Erlebnis, das sie anschließend in ihrem Buch „Along the Paths of Tears“ beschrieb. Sie unterzog sich einer dreijährigen Hormontherapie und beschloss 2019, sich einer Geschlechtsumwandlung zu unterziehen. Im März 2021 wurde ihr Name offiziell von Michael auf Sarah geändert.

### Politische Aktivität in Nevada
In der Zeit um die Präsidentschaftswahl in den Vereinigten Staaten 2020 infiltrierte Ashton-Cirillo Kreise der Republikanischen Partei (GOP) im Rahmen ihrer Recherche für ein Buch über Rechtsextremismus. Dabei kam sie mit einem republikanischen Berater in Kontakt, der die Proud Boys mit der GOP Nevadas verbünden wollte, um Stimmzettel anzufechten und die Präsidentschaftswahl umzudrehen.
Sie organisierte in ihrem Haus ein Treffen für demokratische und republikanische Amtssuchende, bei denen fast 100 Republikaner anwesend waren. Laut Ashton-Cirillo setzten sie sich nicht mit ihrer progressiven Politik und ihrer Transgeschlechtlichkeit auseinander, weil sie darauf bedacht waren, sie zu tokenisieren. Sie wurde von Woodrow Johnston, dem Vizepräsident des in Las Vegas ansässigen Beratungsunternehmens McShane LLC, kontaktiert, um die Proud Boys in Bemühungen einzubeziehen, Druck auf die Wahlschalter in Nevada auszuüben. In der Nacht nach der Wahl schickte Johnston Ashton-Cirillo eine Nachricht über eine Aktion in Arizona – angeführt von Paul Gosar, um gegen den Prozess der Stimmenauszählung zu protestieren. Johnston wollte etwas Ähnliches in Las Vegas veranstalten. Ungefähr zu dieser Zeit befanden sich Johnston und andere Mitglieder der Firma im Venetian Resort Hotel. Nach Angaben zweier Personen mit direktem Wissen über die Treffen waren auch der Parteivorsitzende Michael McDonald und andere republikanische Funktionäre anwesend. Ashton-Cirillo schickte eine Nachricht an eine Telegram-Gruppe rechtsextremer Aktivisten, darunter einen Anführer des Las Vegas-Zweigs der Proud Boys, um ihre Handlungen mit den Anweisungen der republikanischen Funktionäre zu koordinieren. Ein paar Tage später veranstalteten die Proud Boys eine umstrittene Kundgebung vor dem Wahlbüro von Clark County.
Der Gründer von McShane LLC, Rory McShane, hat öffentlich zugegeben, mit der GOP zusammengearbeitet zu haben, um die Wahlergebnisse anzufechten. Er bestritt jedoch, Kenntnis von Ashton-Cirillos Nachrichten zu haben. Sie hatte jedoch den Eindruck, dass Johnston die Befehle direkt von der GOP entgegennahm. Stunden vor der Aufforderung an die Proud Boys, in Clark County aufzutauchen, schrieb Johnston Ashton-Cirillo eine SMS, dass „die GOP uns angeheuert hat, um bei den Wahlen in Nevada zu helfen.“ Dies führte zu Brüchen in den Reihen der GOP in Nevada. Deren Mitglieder des Staatssenats und des Kreisverbands von Clark County forderten ihre Parteimitglieder auf, sich von den Proud Boys zu distanzieren. Ashton-Cirillo legte der Landespartei Chatverläufe vor, die belegen, dass sich sieben Parteimitglieder rassistisch beziehungsweise antisemitisch geäußert hatten. Sie wurden von der Partei ausgeschlossen.
Im Frühjahr 2021 kandidierte Ashton-Cirillo, nachdem sie eingetragenes Mitglied der Demokratischen Partei wurde, für den Stadtrat von Las Vegas. Im Juli 2021 überprüfte das FBI Informationen, die Ashton-Cirillo ihm im Zuge einer Ermittlung darüber, dass Michele Fiore Wahlkampfgelder für persönliche Zwecke verwendet haben soll, geschickt hatte. Im Oktober zog Ashton-Cirillo ihre Kandidatur für den Stadtrat zurück, um sich auf andere bürgerschaftliche Aktivitäten zu konzentrieren.

### Russisch-Ukrainischer Krieg

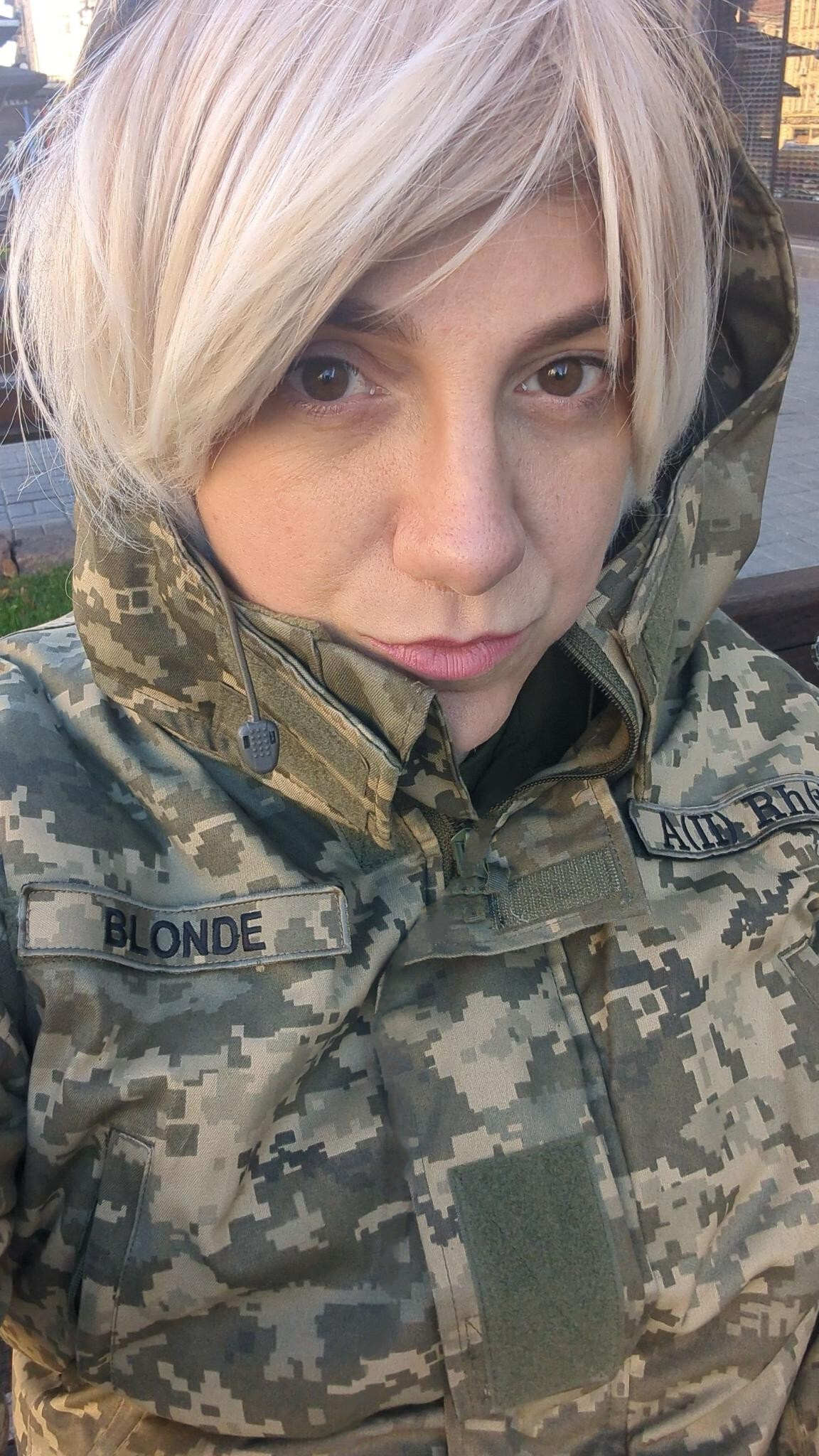
Ashton-Cirillo in ukrainischer Uniform (2022)

Ashton-Cirillo besuchte, während sie ihr zweites Buch schrieb, Museen im Baltikum und erfuhr dabei von dem Einfluss Russlands auf die dortigen Menschen, wie Filtrationslager, die Auslöschung ihrer Kultur, Völkermord und die Folterung politischer Gefangener. Laut ihrer eigenen Aussage brachte dies sie dazu, Russland zu hassen.
Mit Beginn des russischen Überfalls auf die Ukraine 2022 plante sie, Polen zu besuchen, um über die Flüchtlingskrise zu recherchieren. Einige Tage danach reiste sie nach Charkiw, an dessen Rand es zu dieser Zeit heftige Kämpfe gab. Im März 2022 schloss sie sich den ukrainischen Streitkräften als Kriegsberichterstatterin an. Sie bewarb sich bei den Streitkräften der Ukraine um einen Presseausweis und einige Tage später genehmigte die zuständige Regierungsbehörde ihr die uneingeschränkte Fortsetzung ihrer Arbeit im Land. Ihr wurde Zugang zu allen Teilen der Ukraine gewährt, die sie besuchen wollte, einschließlich der Kriegsschauplätze. Außerdem hatte es den Vorteil, dass sie die Ausgangsbeschränkungen ignorieren konnte und nicht an jedem Kontrollpunkt ihren Reisepass vorzeigen musste. Diese Genehmigungen gingen mit einer offiziellen Zustimmung auf ihre Umstände als Transperson einher.
Sie kommentierte diese Erfahrung folgenderweise:

„Die Ukraine versteht eine Welt, in der Geschlechter existieren, in der die Identität dem Einzelnen gehört, und hat dies bewiesen, indem sie alles getan hat, um Platz für mich als transgeschlechtliche Reporterin zu schaffen. Diese Episode hat mir aus erster Hand deutlich gezeigt, warum Putin Angst vor dieser unglaublich starken, dynamischen und schönen Nation hat.“

Als Freiberuflerin für das Nachrichtenmagazin LGBTQ Nation konzentrierte sie sich hauptsächlich auf die Auswirkungen des Krieges auf ukrainische LGBT-Menschen, einschließlich Fälle, in denen russische Streitkräfte homosexuelle Männer vergewaltigt und kastriert haben, sie Jagdlisten für LGBT- und intergeschlechtliche Menschen in Mariupol und anderen Städten erstellten, und auf den Ausdruck der LGBT-Akzeptanz unter der ukrainischen Gesellschaft durch die Künste. Außerdem schrieb sie darüber, dass mit Beginn des russischen Überfalls ein Dekret erlassen wurde, das fast alle Männer zwischen 18 und 60 Jahren dazu zwang, in der Ukraine zu bleiben und Transfrauen daher Probleme hatten, das Land zu verlassen. Zu Beginn ihrer Zeit in der Ukraine schrieb sie, dass ihr der transgeschlechtliche Übergang ermöglichte, voranzukommen, die Angst zu überwinden und sich darauf zu konzentrieren, „warum ich mehr als 6000 Meilen von zu Hause entfernt bin und versuche, den Völkermord im postsowjetischen Raum zu beleuchten.“
Ashton-Cirillo lebte und arbeitete mit örtlichen Sicherheitsbeamten zusammen. Sie half ihnen, Waffen an Kontrollpunkte und Nahrungsmittel auszuliefern, wenn sie nicht über den Krieg schrieb. Der Bürgermeister von Solotschiw ernannte sie zu seiner offiziellen Vertreterin bei Verhandlungen mit ausländischen Hilfsgruppen. Im Sommer 2022 explodierte in Solotschiw eine Rakete in einem Haus gegenüber von Ashton-Cirillo. Dies motivierte sie dazu, sich den ukrainischen Streitkräften als Einsatzersthelferin anzuschließen, da sie ihrer Meinung nach nicht mehr über den Krieg berichtete, sondern im Krieg lebte. Sie begann, Grundsatzpapiere und Analysen für Einheiten der ukrainischen Regierung zu schreiben. Ashton-Cirillo begann im August in ziviler Funktion für das ukrainische Verteidigungsministerium zu arbeiten. Am 10. Oktober war sie die erste Journalistin am Ort eines russischen Raketenangriffs auf Kiew. Sie produzierte ein Video, das millionenfach angesehen wurde, von Präsident Wolodymyr Selenskyj auf seiner offiziellen Instagram-Seite geteilt wurde und von ukrainischen Fernsehsendern in abendlichen Nachrichtensendungen ausgestrahlt wurde. Im selben Monat verpflichtete sie sich bei den Streitkräften. Sie trat dem krimtatarischen Noman Çelebicihan Battalion bei. Ihr Rufzeichen war „Blonde“. Sie musste 2023 aufhören, dieses Rufzeichen zu verwenden, weil es zu bekannt wurde und die Russen ein Kopfgeld auf sie aussetzten.
Sie spielte eine informelle Rolle als Verbindungsperson zwischen den USA und den ukrainischen Streitkräften. Als sie im Dezember zum ersten Mal in die USA zurückkehrte, unternahm sie zwei Reisen zum Capitol Hill, um mit mehr als einem Dutzend gesetzgebenden Ämtern zu sprechen, darunter mit Mitgliedern der Kommission über Sicherheit und Zusammenarbeit in Europa.
Am Morgen des 23. Februar 2023 wurde Ashton-Cirillo an der Front verwundet. Sie verlor einen Teil ihres Arms und bekam permanente Narben im Gesicht. Im April wurde sie zum Unteroffizier befördert. Im Juni 2023 wurde sie zur Pressesprecherin der Territorialverteidigung der Ukraine ernannt. Laut Oleksij Dmytraschkowskyj, dem Leiter des Pressezentrums, war der Zweck davon, „den Bürgern der Vereinigten Staaten und Europas wahrheitsgemäße operative Informationen über die Ereignisse in der Ukraine und über den Verlauf der Feindseligkeiten zu liefern und den russischen Propagandisten keine Chance zu geben, Informationen zu verfälschen“. Im Sommer 2023 erreichte Ashton-Cirillo 28,3 Millionen Benutzer auf Twitter. Im September 2023 wurde Ashton-Cirillo wegen Aussagen suspendiert, die nach Angaben der Hierarchie nicht genehmigt worden seien und dass laut dem ukrainischen Verteidigungsministerium eine Untersuchung liefe. Vorangegangen war dabei ein Video, in dem Ashton-Cirillo sagte, dass „Russlands kriegsverbrecherische Propagandisten alle gejagt werden und der Gerechtigkeit Genüge getan wird“. J. D. Vance äußerte darauf Bedenken, dass „Amerikanische Ressourcen Gewalt oder die Androhung von Gewalt gegen Menschen unterstützen, weil sie ihre Meinung äußern.“ Ashton-Cirillo sagte gegenüber Newsweek, dass „internationale Tribunale zusammen mit den ukrainischen Gerichten vorhanden sind, um diejenigen anzuklagen und faire Verfahren für diejenigen abzuhalten, die der Begehung von Kriegsverbrechen verdächtigt werden.“

## Rezeption
Laut der auf LGBT-Themen fokussierten Publikation Xtra Magazine ist Ashton-Cirillo die einzige transgeschlechtliche Journalistin, die über die Invasion in der Ukraine berichtet. Laut LGBTQ Nation war „ihre Arbeit in der Ukraine bahnbrechend und zerstörte nicht nur Stereotypen über Transmenschen, sondern auch über Ukrainer.“
Laut Ashton-Cirillo war ihre Transgeschlechtlichkeit in der Ukraine im Vergleich zu ihrem Leben in den USA kein Problem. „Es ist einfacher, als transgeschlechtliche Frau einen Weltkrieg gegen Russland zu führen als damals in den Vereinigten Staaten ein Leben zu führen, in dem meine Geschlechtsidentität immer zur Sprache kommt, egal was passiert.“
Nach der Ankündigung, dass Ashton-Cirillo die Pressesprecherin der Territorialverteidigung der Ukraine wird, äußerten russische Propagandisten homophobe Rhetorik und versuchten, die ukrainische Armee zu verspotten. Laut Hanna Maljar wurde dadurch Ashton-Cirillos Publikum vergrößert. Laut El País ist Ashton-Cirillo „eine der bedeutendsten Stimmen der ukrainischen Propaganda, aufgrund ihrer Vehemenz, wenn sie über den Kampf zwischen Demokratie und Tyrannei spricht, aufgrund ihres einzigartigen Profils in einem Kontext wie dem Ukraine-Krieg und weil sie trotz ihres Mangels an militärischer Erfahrung zu den Waffen gegriffen hat, um als Kampfsanitäterin der Infanterie beizutreten.“
Am 21. April 2022 beschuldigte Marija Sacharowa, die Sprecherin des russischen Außenministeriums, Ashton-Cirillo am Verschwinden und angeblichen Mord des Journalisten Gonzalo Lira beteiligt gewesen zu sein, der, wie sie anmerkte, „vom ukrainischen Staatssicherheitsdienst festgehalten wurde“. Sacharowa beschrieb sie als „Transgeschlechtliche Journalistin aus Las Vegas“, die Fotos mit „Gangstern“ machte, eine Anspielung auf ukrainische Soldaten. Lira tauchte am folgenden Tag lebendig wieder auf. Laut Ashton-Cirillo wurde sie darauf von rechten Menschen diffamiert. Glenn Greenwald habe sich ebenfalls an der Diffamierung beteiligt. Sie erhielt auf Twitter Mord-, Entführungs- und Folterdrohungen und wurde Opfer von Doxing. Ein Mitglied der Brigade Asow, einer Einheit der Nationalgarde, die Mariupol während der russischen Belagerung verteidigte, sagte Ashton-Cirillo, dass er stolz auf sie sei, weil Sacharowas Anschuldigung bedeutete, dass sie den Russen zusetzte.